# Dressurweltcup
Der FEI Dressurweltcup (FEI Dressage World Cup™) ist eine seit dem Jahr 1985 von der Weltpferdesportverband FEI ausgetragene Turnierserie. Ideengeber für die Ausrichtung eines Weltcups der Dressurreiter ist der ehemalige Reiter und Ehemann der Olympiateilnehmerin Tineke Bartels, Joep Bartels. Dieser stand dem Weltcup bis 2004 als Weltcupdirektor vor. Der Höhepunkt des Weltcups ist das jedes Jahr im März oder April ausgetragene Weltcupfinale.

## Geschichte des Weltcups

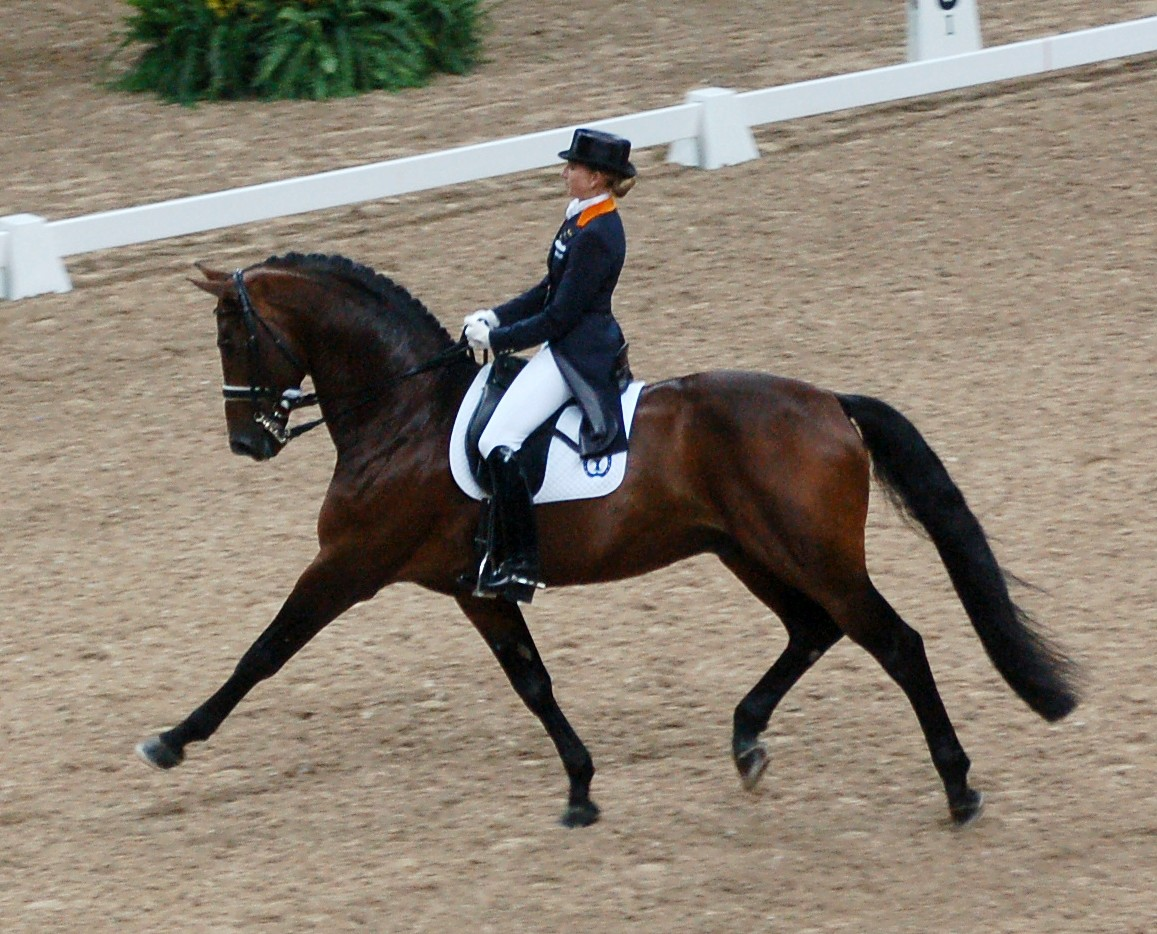
Die niederländische Dressurreiterin Marlies van Baalen mit Kigali beim Weltcupfinale 2007 in Las Vegas

Die Geschichte des Dressurweltcups ist stark mit der Geschichte der Grand Prix Kür verbunden. Als Erfinder der Kür im Dressursport gilt Joep Bartels. Nachdem er 1984 Reiner Klimke und Ahlerich bei einer nach eigener Aussage „beeindruckenden Serie fliegender Wechsel, genau zum Takt der Olympischen Hymne“ sah, kam ihm die Idee zur Durchführung einer Dressurprüfung, bei der die Reiter zu einer frei gewählten Musik eine eigene Choreografie reiten. Nachdem die Reiter und die nationalen Verbände zunächst skeptisch reagierten, wurde ein Jahr später erstmals der Dressur-Weltcup durchgeführt.
Im Gegensatz zum heutigen Reglement wurde in den ersten Jahren des Weltcups der Sieger anhand der Addition der Ergebnisse von Grand Prix und Grand Prix Kür ermittelt. Seit dem Jahr 2002 werden die Weltcupprüfungen ausschließlich in der Kür ermittelt, der Grand Prix dient nur noch als Einlaufprüfung und Qualifikationsprüfung bei hoher Teilnehmerzahl. Zur Anfangszeit der Grand Prix Kür war diese auch weniger umfangreich als heute, so wurden nur zwölf technische Noten vergeben (Version 2009: 16 Noten).
Mit zunehmender Akzeptanz bei den Reitern und durch die höhere Attraktivität für Zuschauer und Fernsehen verbreitete sich die Kür auch bei den internationalen Championaten, so wurde diese ab 1996 Teil der Olympischen Spiele.
Nachdem unter anderem Joep Bartels im Hinblick auf die steigenden Preisgelder im Springreitsport und die hohen Kosten der Dressurreiterei eine Steigerung der Preisgelder in der Dressur, insbesondere im Weltcup, forderte, wurde während der Weltreiterspiele 2010 ein Sponsoring bekannt gegeben. Die Modedesignerin Reem Acra war von der Saison 2010/2011 bis zur Saison 2016/2017 Sponsorin der Westeuropaliga und des Finales des Weltcups. Seit der Saison 2017/2018 ist der Softwarehersteller SAP „Analytics Sponsor“ des Dressurweltcups.
Bis zur Saison 2017/2018 wurde die Turnierserie als FEI-Weltcup Dressurreiten (FEI World Cup™ Dressage) bezeichnet.

## Qualifikation zum Weltcupfinale
Um am Weltcupfinale teilnehmen zu dürfen, müssen sich die Reiter hierfür qualifizieren. Hierfür sind zwei Wege vorgesehen:
Der erste, typische Qualifikationsweg erfolgt über so genannte Ligen, die sich wie folgend über die Welt verteilen:
| Liga                   | geografische Lage | Anzahl der Teilnehmer, die sich für das Weltcupfinale qualifizieren (laut Reglement 2010/2011) | Teilnehmer bis zu folgendem Rang in der jeweiligen Ligawertung können nachrücken |
| ---------------------- | --- | ---------------------------------------------------------------------------------------------- | -------------------------------------------------------------------------------- |
| Westeuropaliga         | europäische Staaten westlich der Linie Finnland – Ostsee – Deutschland – Österreich – Italien – Adriatisches Meer (inklusive der genannten Staaten) | 9                                                                                              | bis 14. Rang                                                                     |
| Zentraleuropaliga      | europäische Staaten östlich der bei der Westeuropaliga genannten Linie                                                                              | 2                                                                                              | bis 3. Rang                                                                      |
| Nordamerikanische Liga | Vereinigte Staaten von Amerika, Kanada, Mexiko | 2                                                                                              | bis 3. Rang                                                                      |
| Pazifische Liga        | Australien, Neuseeland | 1                                                                                              | bis 2. Rang                                                                      |

Teilnehmer (bis zu dem in der voran stehenden Tabelle benannten Rang) können in das Weltcupfinale nachrücken, wenn ein anderer qualifizierter Teilnehmer auf seine Teilnahme am Weltcupfinale verzichtet.
Generell dürfen pro Nation nur drei Teilnehmer am Finale teilnehmen. Weitere Teilnehmer aus diesen Nationen dürfen auch keine Wildcard erhalten.
Soweit ein Reiter seinen Wohnsitz in einem anderen Staat als seinem Heimatland hat, kann er in der Liga dieses Landes teilnehmen und wird zunächst auch für diese Liga gewertet. Soweit er sich anhand des Reglements dieser Liga für das Weltcupfinale qualifiziert, zählt er als zusätzlicher Teilnehmer nicht für die (begrenzte) Startplatzanzahl dieser Liga.
Daneben vergibt die FEI per Wildcard zwei Startplätze an Reiter, die sich nicht für das Weltcupfinale qualifiziert haben. Ungenutzte Startplätze können von der FEI ebenso per Wildcard vergeben werden.
Um mit einem Pferd am Weltcupfinale teilzunehmen, muss ein Teilnehmer aus den Ligen mit diesem Pferd an mindestens zwei Qualifikationsprüfungen teilgenommen und die Prüfung mit mindestens 68,000 % abgeschlossen haben.
Der Titelverteidiger ist für das nächste Weltcupfinale qualifiziert, muss jedoch ebenso an mindestens zwei Weltcupprüfungen teilnehmen, um sein Pferd zu qualifizieren. Soweit er an Qualifikationsprüfungen teilnimmt, wird er in der Punktevergabe nicht berücksichtigt.
Neben den Teilnehmern dieser Ligen können sich Teilnehmer aus anderen Bereichen der Welt qualifizieren. So ist im Weltcupreglement ein Finalstartplatz für Teilnehmer aus dem Bereich Asien / Südamerika vorgesehen. Dieser Teilnehmer muss bei zwei Dressurturnieren, die mindestens als CDI 3* oder als CDI-W eingestuft sind, 68,000 % in der Grand Prix Kür erreichen.
Die Weltcupturniere werden in der Westeuropaliga in der Halle ausgetragen, in den anderen Ligen sind auch Freiluftturniere zugelassen.

### Punktevergabe
Die Punktevergabe ist nur für die europäischen Ligen festgelegt. Die nordamerikanische und die pazifische Liga haben ein eigenes Reglement.

#### Europäische Ligen
Die jeweiligen Gesamtwertungen der einzelnen europäischen Ligen ergeben sich aus Wertungspunkten, die in jeder Qualifikationsprüfung vergeben werden. Die Punkte werden nach folgendem System vergeben:
- 1. Platz: 20 Wertungspunkte
- 2. Platz: 17 Wertungspunkte
- 3. Platz: 15 Wertungspunkte
- 4. Platz: 13 Wertungspunkte
- 5. Platz: 12 Wertungspunkte
- 6. Platz: 11 Wertungspunkte
- 7. Platz: 10 Wertungspunkte
- 8. Platz: 9 Wertungspunkte
- 9. Platz: 8 Wertungspunkte
- 10. Platz: 7 Wertungspunkte
- 11. Platz: 6 Wertungspunkte
- 12. Platz: 5 Wertungspunkte
- 13. Platz: 4 Wertungspunkte
- 14. Platz: 3 Wertungspunkte
- 15. Platz: 2 Wertungspunkte

Sollte der 15. Rang mehrfach vergeben sein, erhalten alle Reiter auf diesem Platz 2 Wertungspunkte. Die Wertung ist nicht pferdebezogen, jedoch sind die vorgenannten Regelungen zu beachten.
In der Zentraleuropaliga wird zudem ein Ligafinale ausgetragen, für das sich die besten zehn Reiter der Endwertung der Zentraleuropaliga qualifizieren (es gilt eine Begrenzung auf drei Reiter pro Nation). Die beiden besten Teilnehmer in diesem Finale qualifizieren sich für das Weltcupfinale.

#### Nordamerikanische Liga
Teilnehmer der Nordamerikanische Liga müssen an mindestens zwei Weltcupprüfungen teilgenommen haben, um in der Endwertung der Liga platziert zu werden. Hierbei wird aus den zwei besten Ergebnissen eines Reiters bei Weltcupprüfungen der Durchschnitt gebildet. Die zwei Reiter mit den höchsten Durchschnittswerten qualifizieren sich für das Weltcupfinale.

#### Pazifische Liga
Die Pazifische Liga verfügt im Gegensatz zu den übrigen Ligen über keine Rangliste. Jeweils im Dezember, Januar oder Februar wird in Australien oder Neuseeland ein Ligafinale für die Pazifische Liga stattfinden. Für dieses Finale qualifizieren sich Teilnehmer, die bei mindestens einem  Dressurturnier, das mindestens als CDI 3* oder als CDI-W eingestuft ist, 62,000 % in der Grand Prix Kür erreicht haben. Der Sieger dieses Finales qualifiziert sich für das Weltcupfinale.

## Das Weltcupfinale
Das Weltcupfinale findet jeweils im März oder April, am Ende einer Weltcupsaison, statt.
Das Weltcupfinale ist identisch wie die Qualifikationsprüfungen aufgebaut. Als erste Prüfung findet ein Grand Prix statt, der als Einlaufprüfung dient, jedoch für alle Teilnehmer am Finale verpflichtend ist. Der Sieger des Weltcupfinals wird ausschließlich anhand des Ergebnisses der Grand Prix Kür, der zweiten Prüfung des Finals, ermittelt.

### Bisherige Sieger und Platzierte
| Weltcupsaison | Austragungsort des Weltcupfinales     | Weltcupsieger | Zweitplatzierter | Drittplatzierter |
| ------------- | ------------------------------------- | --- | --- | --- |
| 1985/1986     | ’s-Hertogenbosch                      | Anne Grethe Jensen mit Marzog | | |
| 1986/1987     | Essen                                 | Christine Stückelberger mit Gaugin de Lully | | |
| 1987/1988     | ’s-Hertogenbosch                      | Christine Stückelberger mit Gaugin de Lully | | |
| 1988/1989     | Göteborg                              | Margit Otto-Crépin mit Corlandus | | |
| 1989/1990     | ’s-Hertogenbosch                      | Sven Rothenberger mit Andiamo | | |
| 1990/1991     | Paris                                 | Kyra Kyrklund mit Matador | | |
| 1991/1992     | Göteborg                              | Isabell Werth mit Fabienne | | |
| 1992/1993     | ’s-Hertogenbosch                      | Monica Theodorescu mit Ganimedes | | |
| 1993/1994     | Göteborg                              | Monica Theodorescu mit Ganimedes | | |
| 1994/1995     | Los Angeles                           | Anky van Grunsven mit Bonfire | | |
| 1995/1996     | Göteborg                              | Anky van Grunsven mit Bonfire | | |
| 1996/1997     | ’s-Hertogenbosch                      | Anky van Grunsven mit Bonfire | | |
| 1997/1998     | Göteborg                              | Louise Nathhorst mit Walk on Top | | |
| 1998/1999     | Dortmund                              | Anky van Grunsven mit Bonfire | | |
| 1999/2000     | ’s-Hertogenbosch                      | Anky van Grunsven mit Bonfire | | |
| 2000/2001     | Aarhus                                | Ulla Salzgeber mit Rusty | Isabell Werth mit Anthony FRH | Rudolf Zeilinger mit Livijno |
| 2001/2002     | ’s-Hertogenbosch                      | Ulla Salzgeber mit Rusty – 81,570 % | Lars Petersen mit Cavan – 79,670 % | Beatriz Ferrer-Salat mit Beauvalais – 79,120 % |
| 2002/2003     | Göteborg                              | Debbie McDonald mit Brentina – 78,890 % | Heike Kemmer mit Albano – 76,940 % | Guenter Seidel mit Nikolaus – 75,720 % |
| 2003/2004     | Düsseldorf                            | Anky van Grunsven mit Salinero – 83,450 % | Edward Gal mit Lingh – 80,625 % | Hubertus Schmidt mit Wansuela Suerte – 78,875 % |
| 2004/2005     | Las Vegas                             | Anky van Grunsven mit Salinero – 86,725 % | Edward Gal mit Lingh – 85,225 % | Debbie McDonald mit Brentina – 83,450 % |
| 2005/2006     | Amsterdam                             | Anky van Grunsven mit Salinero – 87,750 % | Isabell Werth mit Warum Nicht FRH – 81.150 % | Jan Brink mit Briar – 79.320 % |
| 2006/2007     | Las Vegas                             | Isabell Werth mit Warum Nicht FRH – 84,250 % | Imke Schellekens-Bartels mit Sunrise – 77,950 % | Steffen Peters mit Floriano – 77,800 % |
| 2007/2008     | ’s-Hertogenbosch                      | Anky van Grunsven mit Salinero – 85,200 % | Isabell Werth mit Warum Nicht FRH – 82,600 % | Kyra Kyrklund mit Max – 78,150 % |
| 2008/2009     | Las Vegas                             | Steffen Peters mit Ravel – 84,950 % | Isabell Werth mit Satchmo – 84,500 % | Anky van Grunsven mit Painted Black – 82,150 % |
| 2009/2010     | ’s-Hertogenbosch                      | Edward Gal mit Totilas – 89,800 % | Adelinde Cornelissen mit Parzival – 82,850 % | Imke Schellekens-Bartels mit Sunrise – 82,150 % |
| 2010/2011     | Leipzig (Weltcupfinale 2011)          | Adelinde Cornelissen mit Parzival – 84,804 % | Nathalie zu Sayn-Wittgenstein-Berleburg mit Digby – 80,036 % | Ulla Salzgeber mit Herzruf´s Erbe – 78,821 % |
| 2011/2012     | ’s-Hertogenbosch (Weltcupfinale 2012) | Adelinde Cornelissen mit Parzival – 86,250 % | Helen Langehanenberg mit Damon Hill NRW – 85,143 % | Valentina Truppa mit Eremo del Castegno – 81,232 % |
| 2012/2013     | Göteborg (Weltcupfinale 2013)         | Helen Langehanenberg mit Damon Hill NRW – 88,286 % | Adelinde Cornelissen mit Parzival – 86,500 % | Edward Gal mit Undercover – 84,446 % |
| 2013/2014     | Lyon (Weltcupfinale 2014)             | Charlotte Dujardin mit Valegro – 92,179 % | Helen Langehanenberg mit Damon Hill NRW – 87,339 % | Edward Gal mit Undercover – 83,696 % |
| 2014/2015     | Las Vegas (Weltcupfinale 2015)        | Charlotte Dujardin mit Valegro – 94,196 % | Edward Gal mit Undercover – 84,696 % | Jessica von Bredow-Werndl mit Unee – 80,464 % |
| 2015/2016     | Göteborg (Weltcupfinale 2016)         | Hans Peter Minderhoud mit Flirt – 82,357 % | Tinne Vilhelmson Silfvén mit Don Auriello – 81,429 % | Jessica von Bredow-Werndl mit Unee – 80,464 % |
| 2016/2017     | Omaha (Weltcupfinale 2017)            | Isabell Werth mit Weihegold OLD – 90,704 % | Laura Graves mit Verdades – 85,307 % | Carl Hester mit Nip Tuck – 83,757 % |
| 2017/2018     | Paris (Weltcupfinale 2018)            | Isabell Werth mit Weihegold OLD – 90,657 % | Laura Graves mit Verdades – 89,082 % | Jessica von Bredow-Werndl mit Unee – 83,725 % |
| 2018/2019     | Göteborg (Weltcupfinale 2019)         | Isabell Werth mit Weihegold OLD – 88,871 % | Laura Graves mit Verdades – 87,179 % | Helen Langehanenberg mit Damsey FRH – 86,571 % |
| 2019/2020     | Las Vegas                             | Vorsorglich aufgrund der COVID-19-Pandemie abgesagt | Vorsorglich aufgrund der COVID-19-Pandemie abgesagt | Vorsorglich aufgrund der COVID-19-Pandemie abgesagt |
| 2020/2021     | Göteborg                              | Abgesagt: Nach einem Ausbruch des Equinen Herpesvirus 1 (EHV-1) bei einem Turnier in Valencia, welches durch weiterreisende Pferde in Folge auf anderen Turnieren eingeschleppt wurde, untersagte die FEI alle europäischen Turniere vom Anfang März bis zum 11. April 2021. | Abgesagt: Nach einem Ausbruch des Equinen Herpesvirus 1 (EHV-1) bei einem Turnier in Valencia, welches durch weiterreisende Pferde in Folge auf anderen Turnieren eingeschleppt wurde, untersagte die FEI alle europäischen Turniere vom Anfang März bis zum 11. April 2021. | Abgesagt: Nach einem Ausbruch des Equinen Herpesvirus 1 (EHV-1) bei einem Turnier in Valencia, welches durch weiterreisende Pferde in Folge auf anderen Turnieren eingeschleppt wurde, untersagte die FEI alle europäischen Turniere vom Anfang März bis zum 11. April 2021. |
| 2021/2022     | Leipzig (Weltcupfinale 2022)          | Jessica von Bredow-Werndl mit TSF Dalera BB – 90,836 % | Cathrine Dufour mit Vamos Amigos – 86,164 % | Isabell Werth mit Weihegold OLD – 85,921 % |
| 2022/2023     | Omaha (Weltcupfinale 2023)            | Jessica von Bredow-Werndl mit TSF Dalera BB – 90,482 % | Nanna Skodborg Merrald – Zepter – 87,146 % | Isabell Werth mit DSP Quantaz – 85,761 % |
| 2023/2024     | Riad (Weltcupfinale 2024)             | | | |
| 2024/2025     | Basel (Weltcupfinale 2025)            | | | |
| 2025/2026     | Fort Worth (Weltcupfinale 2026)       | | | |